# Ethan Hawke
Ethan Green Hawke (n. 6 noiembrie 1970, Austin, Texas) este un actor, regizor, scenarist, muzician și scriitor american.

## Carieră

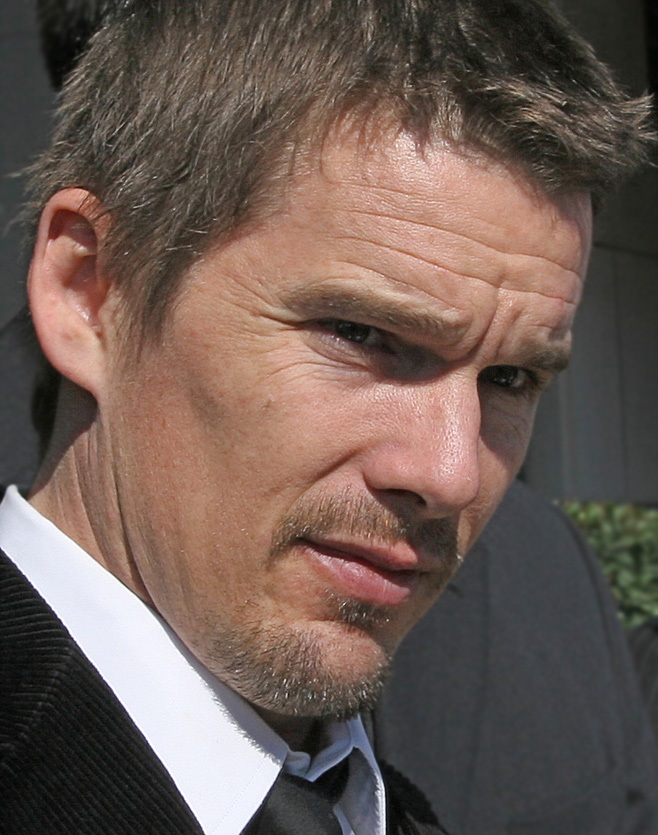
Ethan Hawke (2007)

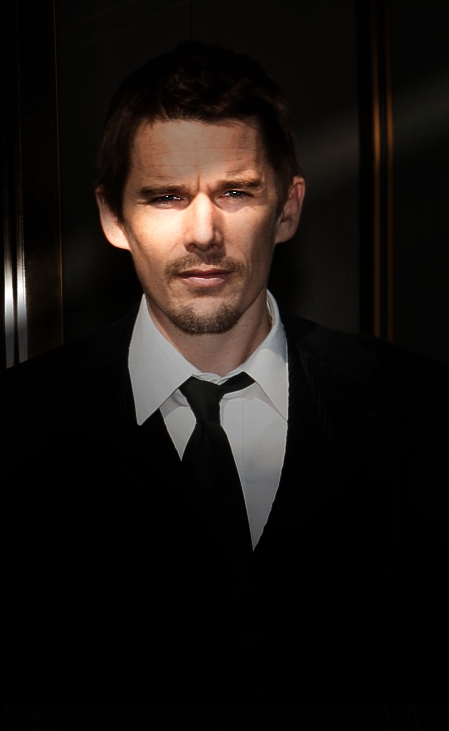
Ethan Hawke (2007)

Debutul în film l-a făcut în anul 1985, cu rolul River Phoenix din filmul Explorers.  Apoi, în 1989, a urmat drama Dead Poets Society, personajul interpretat fiind considerat cel mai bun rol al său. Înainte de drama Generation X, unde a primit critici din partea presei de specialitate, a mai jucat în White Fang (1991), A Midnight Clear (1992), Alive (1993). A jucat și în filmele romantice Before Sunrise și Before Sunset (2004).
În anul 2001 a primit un rol în filmul Training Day unde a jucat alături de Denzel Washington, rol pentru care a fost premiat cu Screen Actors Guild și nominalizat pentru Cel mai bun actor la gala Premiilor Oscar din 2002.
Hawke este și actor de scenă, apărând în producțiile Pescărușul, Henry IV, Hurlyburly, Livada cu vișini, The Winter's Tale sau The Coast of Utopia, pentru care a fost nominalizat pentru premiile Tony. Debutul în directorat și l-a făcut cu Chelsea Walls, în 2002. Cinci ani mai târyiu a regizat prima sa piesă de teatru, Jonathan Marc Sherman's Things We Want. A scris și două romane, The Hottest State (1996) și Ash Wednesday (2002). Între 1998 și 2004, Ethan Hawke a fost căsătorit cu actrița Uma Thurman.

## Filmografie
| An   | Film                                          | Rol                                   | Note |
| ---- | --------------------------------------------- | ------------------------------------- | --- |
| 1985 | Explorers                                     | Ben Crandall                          | Nominalizare la Premiul „Young Artist Award for Best Leading Young Actor in a Feature Film” |
| 1988 | Lion's Den                                    | Fără nume                             | |
| 1989 | Dead Poets Society                            | Todd Anderson                         | |
| 1989 | Tata                                          | Billy Tremont                         | |
| 1991 | White Fang                                    | Jack Conroy                           | |
| 1991 | Mystery Date                                  | Tom McHugh                            | |
| 1992 | Waterland                                     | Mathew Price                          | |
| 1992 | A Midnight Clear                              | Will Knott                            | |
| 1993 | Rich in Love                                  | Wayne Frobiness                       | |
| 1993 | Alive                                         | Nando Parrado                         | |
| 1994 | Reality Bites                                 | Troy Dyer                             | Nominalizare — MTV Movie Award for Best Kiss (împărțit cu Winona Ryder) |
| 1994 | Floundering                                   | Jimmy                                 | |
| 1995 | Before Sunrise                                | Jesse Wallace                         | Nominalizare — MTV Movie Award for Best Kiss (împărțit cu Julie Delpy) |
| 1995 | Search and Destroy                            | Roger                                 | |
| 1997 | Gattaca                                       | Vincent Anton Freeman / Jerome Morrow | |
| 1998 | Great Expectations                            | Finnegan 'Finn' Bell                  | |
| 1998 | The Newton Boys                               | Jess Newton                           | |
| 1999 | The Velocity of Gary                          | Nat                                   | |
| 1999 | Joe the King                                  | Len Coles                             | |
| 1999 | Snow Falling on Cedars                        | Ishmael Chambers                      | |
| 2000 | Hamlet                                        | Hamlet                                | |
| 2001 | Waking Life                                   | Jesse Wallace                         | |
| 2001 | Tape                                          | Vince                                 | |
| 2001 | Training Day                                  | Jake Hoyt                             | - Nominalizare — Academy Award for Best Supporting Actor - Nominalizare — Screen Actors Guild Award for Outstanding Performance by a Male Actor in a Supporting Role |
| 2002 | The Jimmy Show                                | Ray                                   | |
| 2003 | Alias                                         | CIA Agent James L. Lennox             | Episodul: "Double Agent" |
| 2004 | Taking Lives                                  | James Costa / Martin Asher            | |
| 2004 | Before Sunset                                 | Jesse Wallace                         | - Nominalizare — Academy Award for Best Writing (Adapted Screenplay) - Nominalizare — Independent Spirit Award for Best Screenplay - Nominalizare — National Society of Film Critics Award for Best Screenplay - Nominalizare — Online Film Critics Society Award for Best Adapted Screenplay - Nominalizare — Writers Guild of America Award for Best Adapted Screenplay - (Shared with Richard Linklater, Julie Delpy, and Kim Krizan) |
| 2005 | Assault on Precinct 13                        | Sergeant Jake Roenick                 | |
| 2005 | Lord of War                                   | Agent Jack Valentine                  | |
| 2006 | The Hottest State                             | Vince                                 | |
| 2006 | Fast Food Nation                              | Pete                                  | |
| 2007 | Before the Devil Knows You're Dead            | Hank Hanson                           | - Boston Society of Film Critics Award for Best Cast - Gotham Award for Best Ensemble Cast - Satellite Award for Best Cast – Motion Picture - Nominalizare — Broadcast Film Critics Association Award for Best Acting Ensemble |
| 2008 | What Doesn't Kill You                         | Paulie McDougan                       | |
| 2008 | Chelsea on the Rocks                          | Himself                               | Documentary |
| 2009 | New York, I Love You                          | Writer                                | |
| 2009 | Staten Island                                 | Sully Halverson                       | |
| 2009 | Corso: The Last Beat                          | Narrator / Himself                    | Documentary |
| 2009 | Daybreakers                                   | Edward Dalton                         | |
| 2010 | Brooklyn's Finest                             | Detective Salvatore "Sal" Procida     | |
| 2011 | Moby Dick                                     | Starbuck                              | TV miniseries |
| 2011 | The Woman in the Fifth                        | Tom Ricks                             | |
| 2012 | Sinister                                      | Ellison Oswalt                        | |
| 2012 | Mea Maxima Culpa: Silence in the House of God | Pat (voce)                            | Documentar |
| 2013 | Before Midnight                               | Jesse Wallace                         | - Broadcast Film Critics Association — Louis XIII Genius Award - Los Angeles Film Critics Association Award for Best Screenplay - National Society of Film Critics Award for Best Screenplay - Nominalizare — Academy Award for Best Adapted Screenplay - Nominalizare — Broadcast Film Critics Association Award for Best Screenplay - Nominalizare — Independent Spirit Award for Best Screenplay - Nominalizare — Online Film Critics Society Award for Best Adapted Screenplay - Nominalizare — Satellite Award for Best Adapted Screenplay - Nominalizare — Writers Guild of America Award for Best Adapted Screenplay - (Shared with Richard Linklater and Julie Delpy) |
| 2013 | The Purge                                     | James Sandin                          | |
| 2013 | Getaway                                       | Brent Magna                           | |
| 2014 | Boyhood                                       | Mason Sr.                             | |
| 2014 | Predestination                                | The Bartender                         | |
| 2014 | Cymbeline                                     | Iachimo                               | |
| 2014 | Good Kill                                     |                                       | |
| 2015 | Ten Thousand Saints                           | Les                                   | post-producție |
| 2015 | Regression                                    | Bruce Kenner                          | post-producție |
| 2015 | In a Valley of Violence                       | Paul                                  | filmare |

## Scrieri
- Hawke, Ethan (1996). The Hottest State: A Novel (ed. 1st). Little, Brown and Company. ISBN 978-0-316-54083-4.
- Hawke, Ethan (2002). Ash Wednesday: A Novel (ed. 1st). Alfred A. Knopf. ISBN 978-0-375-41326-1.
- Hawke, Ethan (aprilie 2009). „The Last Outlaw Poet”. Rolling Stone (1076): 50–61, 78–79. ISSN 0035-791X.